# تپه موت‌آباد ۴
تپه موت آباد ۴ مربوط به سدهٔ ۶ و ۷ ه.ق است و در شهرستان اراک، بخش مرکزی، دهستان معصومیه، روستای موت آباد واقع شده و این اثر در تاریخ ۲۶ اسفند ۱۳۸۷ با شمارهٔ ثبت ۲۶۱۱۹ به‌عنوان یکی از آثار ملی ایران به ثبت رسیده است.